# آندره هسنعلی
آندره هسنعلی (انگلیسی: Andre Hasanally؛ زادهٔ ۱۰ فوریهٔ ۲۰۰۲) بازیکن فوتبال اهل بریتانیا است.
از باشگاه‌هایی که در آن بازی کرده‌است می‌توان به باشگاه فوتبال کولچستر یونایتد اشاره کرد.